# Squirrel
Squirrel (с англ. — «белка») — интерпретируемый язык программирования, разработанный специально для использования в качестве скриптового языка в приложениях реального времени, таких как компьютерные игры. Является свободно распространяемым, с открытыми исходными текстами.

## Основные особенности
- Динамическая типизация
- Делегирование
- Поддержка классов и наследования
- Управление памятью и сборка мусора
- Генераторы
- Работа с исключениями
- Функции высшего порядка
- Слабые ссылки
- Малый размер

### Отличия отLua
- Синтаксис языка ближе к C/C++
- Поддержка классов на уровне языка
- Для создания полей у таблиц нужно использовать специальный оператор <-, таким образом, невозможно создать новое поле, случайно совершив ошибку в имени
- Lua разрабатывается на протяжении более 25 лет и для него создано большое количество библиотек, Squirrel — относительно молодой язык.

### Типы данных
Squirrel представляет собой язык с динамическим определением типов данных — тип переменной определяется значением, которое она хранит в данный момент времени и может меняться при присваивании нового значения.
Все значения в Squirrel могут храниться в переменных, использоваться в качестве аргументов при вызове функций и возвращаться в виде результата их выполнения.
Значения в Squirrel могут быть следующих типов:
- null — неопределённое значение. Переменные типа Null могут иметь только одно значение — null;
- bool — логический тип, может иметь значение true или false;
- integer — целые числа (только 32 бита);
- float — вещественные числа (32 бита или больше);
- string — текстовые строки — может хранить строки в кодировке ASCII (1 байт) или unicode (2 байта);
- table — таблица — может хранить набор значений, представленных парами ключ/значение (называемых «слоты»);
- array — массив — последовательность значений переменной длины, индексируемых целыми числами. Индексы начинаются с 0;
- function — функция — значение типа функция можно «вызвать», передав ему параметры и получив результат выполнения;
- generator — генератор — функция, выполнение которой может быть приостановлено и возобновлено с помощью операторов yield/resume;
- class — как и таблица, классы имеют набор слотов, однако, классы могут быть унаследованы, а на их основе можно создавать объекты. После создания класса к нему можно добавлять слоты в любой момент;
- instance объект, созданный из класса. Так же содержит слоты, однако добавлять новые слоты в объект нельзя;
- thread — поток выполнения;
- userdata — пользовательские данные — участки памяти и указатели, которые используются приложением, использующим Squirrel;

## Примеры программ
Вычисление факториала
```
  
function
 
factorial
(
x
)

  
{

    
if
 
(
x
 
==
 
0
)

    
{

      
return
 
1
;

    
}

    
return
 
x
 
*
 
factorial
(
x
 
-
 
1
);

  
}

```

Генератор случайных чисел:
```
  
function
 
gen_random
(
max
)

  
{

    
local
 
last
 
=
 
42
;

    
local
 
IM
 
=
 
139968
;

    
local
 
IA
 
=
 
3877
;

    
local
 
IC
 
=
 
29573
;

    
for
 
(;;)
 
// бесконечный цикл

    
{

      
yield
 
(
max
 
*
 
(
last
 
=
 
(
last
 
*
 
IA
 
+
 
IC
)
 
%
 
IM
)
 
/
 
IM
);

    
}

  
}

  
local
 
randtor
 
=
 
gen_random
(
100
);

  
for
 
(
local
 
i
 
=
 
0
;
 
i
 
<
 
10
;
 
i
++
)

     
print
(
">"
 
+
 
resume
 
randtor
 
+
 
"
\n
"
);

```

Классы и наследование:
```
  
class
 
BaseVector

  
{

    
constructor
(
x
,
 
y
,
 
z
)

    
{

        
this
.
x
 
=
 
x
;

        
this
.
y
 
=
 
y
;

        
this
.
z
 
=
 
z
;

    
}

    
x
 
=
 
0
;

    
y
 
=
 
0
;

    
z
 
=
 
0
;

  
}

  
class
 
Vector3
 
extends
 
BaseVector

  
{

    
function
 
_add
(
other
)
 
// перегрузка оператора '+', см. подробности http://www.squirrel-lang.org/squirreldoc/reference/language/metamethods.html

    
{

      
if
 
(
other
 
instanceof
 
::
Vector3
)

        
return
 
::
Vector3
(
x
 
+
 
other
.
x
,
 
y
 
+
 
other
.
y
,
 
z
 
+
 
other
.
z
);

      
else

        
throw
 
"wrong parameter"
;

    
}

    
function
 
Print
()

    
{

      
::
print
(
x
 
+
 
", "
 
+
 
y
 
+
 
", "
 
+
 
z
 
+
 
"
\n
"
);

    
}

  
}

  
local
 
v0
 
=
 
Vector3
(
1
,
 
2
,
 
3
);

  
local
 
v1
 
=
 
Vector3
(
11
,
 
12
,
 
13
);

  
local
 
v2
 
=
 
v0
 
+
 
v1
;

  
v2
.
Print
();

```

## Реализация
Исходный код компилируется в байт-код, который впоследствии выполняется на виртуальной машине. Для задач, критичных по времени, имеется JIT-компилятор.

## Приложения, использующие язык

### Игры
- Vice City Multiplayer (мод для Grand Theft Auto: Vice City)[1]
- Left 4 Dead 2
- Portal 2
- Alien Swarm
- OpenTTD
- Counter-Strike: Global Offensive
- Shadow Warrior
- War Thunder
- Mafia 2 Online
- GTA IV: Multiplayer
- Gothic 2 Online
- Team Fortress 2

### Неигровые приложения
- Code::Blocks[2]
- WhatsApp для Windows